# Punta d'Harlé
La Punta d'Harlé, o Tumeneia Sud, és una muntanya que es troba en límit dels termes municipals de la Vall de Boí (Alta Ribagorça) i de Naut Aran (Vall d'Aran), situada en el límit del Parc Nacional d'Aigüestortes i Estany de Sant Maurici i la seva zona perifèrica.
«Pren el seu nom dels germans francesos que en 1912 conquerien aquests cims».
El pic, de 2.885,0 metres, es troba en la Serra de Tumeneia, que separa la sud-oriental Capçalera de Caldes de la nord-occidental vall de Valarties. Està situat a l'est-nord-est de la Bretxa Peyta i al sud del Coll d'Harlé.
Aquest cim està inclòs al llistat dels 100 cims de la FEEC. 

## Rutes
- Des del Refugi Joan Ventosa i Calvell, per la riba meridional de l'Estany de Travessani, els Estanys de Tumeneia i l'Estany Cloto.
- Des del Refugi de la Restanca via Lac de Mar.